# Phryxe nana
Phryxe nana là một loài ruồi trong họ Tachinidae.